# 폴커 슐뢴도르프

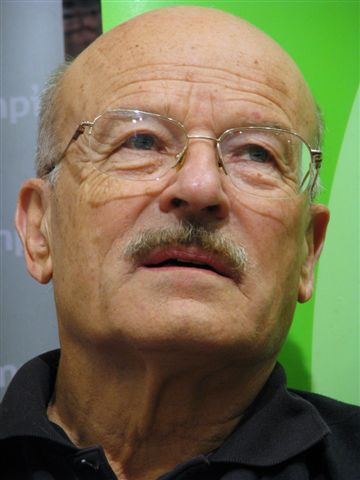

폴커 슐뢴도르프(Volker Schlöndorff, 1939년 3월 31일 ~ )은 독일, 프랑스, 미국 등지에서 작업한 독일의 영화감독이다. 1960년대 말과 1970년대 초 베르너 헤르초크, 빔 벤더스, 라이너 베르너 파스빈더 등과 함께 뉴 저먼 시네마의 중요한 일원이었다.

## 작품 목록
- 젊은 토르레스 (1966)
- 카타리나 블룸의 잃어버린 명예 (1975)
- 독일의 가을 (1978)
- 양철북 (1979)
- 스완의 사랑 (1984)
- 세일즈맨의 죽음 (1985, TV 영화)
- 시녀 이야기 (1990)
- 사랑과 슬픔의 여로 (1991)
- 레전드 오브 리타 (2000)

## 같이 보기
- 독일 영화